# Меканіксвілл (Айова)
Меканіксвілл (англ. Mechanicsville) — місто (англ. city) в США, в окрузі Седар штату Айова. Населення — 1020 осіб (2020).

## Географія
Меканіксвілл розташований за координатами 41°54′20″ пн. ш. 91°15′12″ зх. д. / 41.90556° пн. ш. 91.25333° зх. д. (41.905593, -91.253272).  За даними Бюро перепису населення США в 2010 році місто мало площу 2,16 км², з яких 2,15 км² — суходіл та 0,01 км² — водойми.

## Демографія
Згідно з переписом 2010 року, у місті мешкало 1146 осіб у 471 домогосподарстві у складі 315 родин. Густота населення становила 532 особи/км².  Було 496 помешкань (230/км²).
Расовий склад населення:
| - 97,8 % — білих - 0,3 % — чорних або афроамериканців - 0,3 % — азіатів - 0,2 % — корінних американців |

До двох чи більше рас належало 1,0 %. Частка іспаномовних становила 1,7 % від усіх жителів.
За віковим діапазоном населення розподілялося таким чином: 22,9 % — особи молодші 18 років, 58,6 % — особи у віці 18—64 років, 18,5 % — особи у віці 65 років та старші. Медіана віку мешканця становила 43,1 року. На 100 осіб жіночої статі у місті припадало 91,6 чоловіків;  на 100 жінок у віці від 18 років та старших — 93,9 чоловіків також старших 18 років.
Середній дохід на одне домашнє господарство  становив 58 282 долари США (медіана — 54 250), а середній дохід на одну сім'ю — 74 118 доларів (медіана — 59 663). Медіана доходів становила 40 819 доларів для чоловіків та 28 977 доларів для жінок. За межею бідності перебувало 10,8 % осіб, у тому числі 21,8 % дітей у віці до 18 років та 7,7 % осіб у віці 65 років та старших.
Цивільне працевлаштоване населення становило 570 осіб. Основні галузі зайнятості: освіта, охорона здоров'я та соціальна допомога — 21,4 %, виробництво — 18,9 %, роздрібна торгівля — 16,7 %.